# トーマス・ラマール
トーマス・ラマール（英: Thomas Lamarre、1959年 - ）は、アメリカ合衆国の日本文化研究者。
専門は日本のアニメやメディア。シカゴ大学教授。

## 略歴
1985年、エクス＝マルセイユ第2大学にて博士号（海洋学）取得。1992年、シカゴ大学にて博士号（東アジア言語文化）取得。
マギル大学（カナダ）教授などを経て、現在、シカゴ大学教授。
『アニメ・マシーン』によって、ヨーロッパ日本研究学会（EAJS）の出版賞を受賞し、映画メディア研究学会（SCMS）でも表彰された。

## 著書
- Can Writing Go on Without a Mind? Orality, Literacy, Ideography, Japanology (1994)
- Uncovering Heian Japan: an Archaeology of Sensation and Inscription (2000)
- Project Insider (2000)
- Impacts of Modernities (2004)
- Shadows on the Screen: Tanizaki Jun'ichirō on Cinema and "Oriental" Aesthetics (2005)
- The Anime Machine: A Media Theory of Animation (2009)〔邦訳：『アニメ・マシーン──グローバル・メディアとしての日本アニメーション』藤木秀朗監訳、大﨑晴美訳、名古屋大学出版会、2013年〕
- The Anime Ecology: A Genealogy of Television, Animation, and Game Media (2018)〔邦訳：『アニメ・エコロジー──テレビ、アニメーション、ゲームの系譜学』上野俊哉監訳、大﨑晴美訳、名古屋大学出版会、2023年〕